# Kölbi
Kölbi es una empresa costarricense dedicada a la prestación de servicios de comunicaciones e internet. Es una filial del Instituto Costarricense de Electricidad.
Es la empresa de Telecomunicaciones más grande de Costa Rica.

## Historia
La Historia comenzó luego de la resolución de la Acción de Inconstitucionalidad planteada en el expediente 91-002444-0007-CO, la empresa Millicom que operaba la telefonía celular en Costa Rica debió dejar de dar sus servicios, por lo que, en 1993 el Instituto Costarricense de Electricidad asumió la telefonía celular. En 2009 se fundó Kölbi, para enfocar sus operaciones de telecomunicaciones.
La marca kölbi hace referencia a varios conceptos para acercarse al consumidor: la rana arboricura nativa Agalychnis callidryas en lenguaje Cabecar, iconizada con formas suavizadas, de la decisión de usar minúsculas a diferencia de la abreviatura ICE en mayúscula, tipografía suave y colores brillantes; buscan dar una sensación de cercanía al consumidor en sus varios promocionales y patrocinios.
En 2013 puso en funcionamiento la red 4G con su marca kölbi con una red LTE que fue la primera en Centroamérica en implementarse. Esta tecnología permitió mover el mercado de Internet en ofertas, paquetes, tarifas y en estimular hábitos más sofisticados (como video o streaming).
En 2022, anuncio un acuerdo de patricio de la Selección de fútbol de Costa Rica hasta 2026.
En noviembre de 2023 organizo el Costa Rica Tech Kölbi un evento que se centra en la tecnología, la innovación de la industia y la Inteligencia artificial.